# Teorema di Bendixson-Dulac
In matematica, teorema di Bendixson-Dulac è un teorema che consente di stabilire se per un sistema autonomo esistono o meno soluzioni periodiche.
Il teorema fu proposto dal matematico svedese Ivar Otto Bendixson nel 1901 ed è stato successivamente perfezionato dal francese Henri Dulac nel 1933 usando il teorema di Green.

## Il teorema
Se esiste una funzione {\displaystyle \varphi (x,y)} tale che:
{\displaystyle {\frac {\partial (\varphi f)}{\partial x}}+{\frac {\partial (\varphi g)}{\partial y}}}
abbia lo stesso segno ({\displaystyle \neq 0}) quasi ovunque (eccetto un insieme di misura nulla) in una regione semplicemente connessa, allora il sistema autonomo:
{\displaystyle {\frac {dx}{dt}}=f(x,y)}
{\displaystyle {\frac {dy}{dt}}=g(x,y)}
non ha soluzioni periodiche.

## Dimostrazione
Senza perdere di generalità si può considerare una funzione {\displaystyle \varphi (x,y)} tale che:
{\displaystyle {\frac {\partial (\varphi f)}{\partial x}}+{\frac {\partial (\varphi g)}{\partial y}}>0}
in un dominio semplicemente connesso di {\displaystyle R}. Si supponga che esiste una soluzione {\displaystyle C} del sistema in {\displaystyle R} che è una curva chiusa, e sia {\displaystyle D} la regione delimitata da {\displaystyle C}. Per il teorema di Green:
{\displaystyle \iint _{D}^{}{\left({\frac {\partial (\varphi f)}{\partial x}}+{\frac {\partial (\varphi g)}{\partial y}}\right)dxdy}=\oint _{C}^{}{-\varphi gdx+\varphi fdy}=\oint _{C}^{}{\varphi \left(-{\dot {y}}dx+{\dot {x}}dy\right)}}
Dal momento che lungo {\displaystyle C} si ha {\displaystyle dx={\dot {x}}dt} e {\displaystyle dy={\dot {y}}dt}, l'integrando si annulla: essendo una contraddizione, non esiste alcuna curva chiusa {\displaystyle C}.